# Schleuse (Fluss)
Die Schleuse ist ein rund 34 Kilometer langer Fluss im Landkreis Hildburghausen in Thüringen. Sie entspringt am Großen Dreiherrnstein bei Frauenwald und mündet bei Kloster Veßra in die Werra.

## Name
Der Fluss wurde 1545 erstmals schriftlich erwähnt. Der Name ist eine Rückbildung aus dem Ortsnamen Schleusingen.

## Geografie

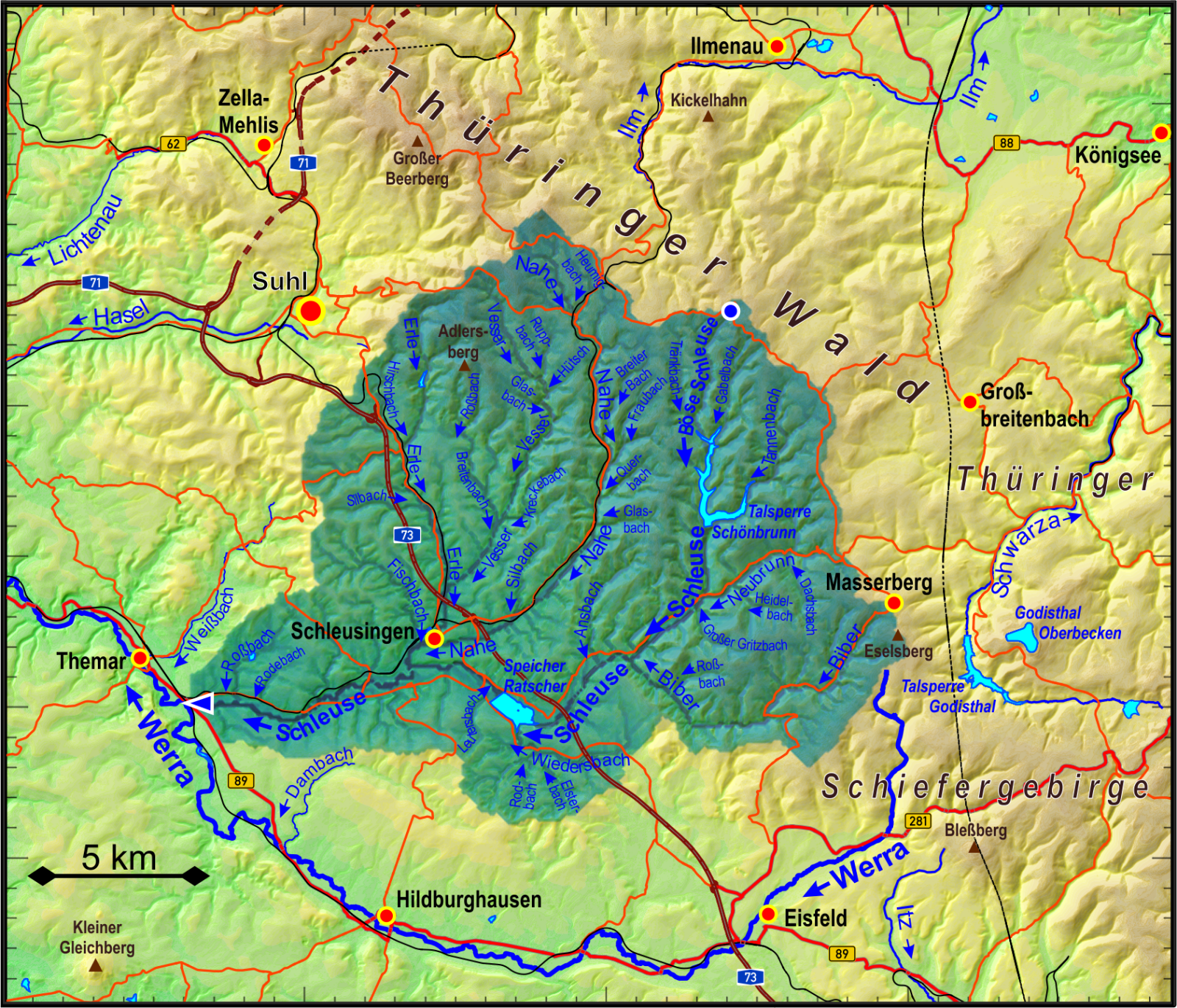
Einzugsgebiet der Schleuse

### Verlauf
Die Schleuse setzt sich aus mehreren Quellbächen am Südwesthang des Großen Dreiherrensteins zusammen, der Hauptquellast wird als Böse Schleuse bezeichnet. Die Schleuse fließt zunächst südwärts und speist am Oberlauf die Talsperre Schönbrunn. Zwei Kilometer südlich der Talsperre erreicht sie den Ort Schönbrunn (Gemeinde Schleusegrund) durchquert dann in südwestlicher Richtung die Gemeinde Schleusegrund und die östlichen Ortsteile der Kleinstadt Schleusingen. Ab der Gebietsgrenze der Kernstadt von Schleusingen durchfließt sie die Talsperre Ratscher. Die Schleuse fließt danach in westnordwestlicher Richtung auf die nach ihr benannte Stadt Schleusingen zu und passiert deren Siedlungsgebiet am Südrand. Nach weiteren acht Kilometern erst westsüdwestlichen, dann westlichen Laufs mündet der Fluss bei Kloster Veßra in die Werra.

### Nebenflüsse
Das Flusssystem der (oberen) Schleuse zertalt in Form eines noch vor Schleusingen zusammenlaufenden Fächers den Südwesthang des südöstlichen Thüringer Waldes und – im östlichen Teil – auch des nordwestlichen Thüringer Schiefergebirges. Die Mittelgebirge werden durch die Flussarme markant in einzelne Bergrücken aufgeteilt. Die längsten der Gewässerstränge haben einen nur wenig voneinander unterschiedenen Fließweg, der der Bösen Schleuse ist davon der längste.
Die folgende, den Fächer im Uhrzeigersinn von Westen nach Osten wiedergebende Aufstellung nennt auch Zuflüsse höherer Ordnung; der Richtungspfeil unter der kleinen Windrose in der zweiten Spalte gibt für die etwas vor und in Schleusingen sich vereinenden Zuflüsse die ungefähre Gesamtrichtung an. Die Sortierung dieser Tabelle nach der Fließgewässerkennziffer (DGKZ) bringt die Gewässer rekursiv in die Reihenfolge, in der sie ihrem jeweiligen direkten Vorfluter zufließen.
| Name        |   | L/R | Vorfluter   | Länge [km] | Stranglänge [km] | Einzugsgebiet eigenes [km²] | Einzugsgebiet OL Vorfluter [km²] | Mündungshöhe [m. ü. NN] | Mündungsort bei          | DGKZ      |
| ----------- | - | --- | ----------- | ---------- | ---------------- | --------------------------- | -------------------------------- | ----------------------- | ------------------------ | --------- |
| Erle        | → | R   | Nahe        | 14,2       | 27,3             | >010,0                      | 000,0                            | 374                     | Schleusingen             | 41168-6   |
| Breitenbach | → | L   | Erle        | 09,1       | 20,3             | >010,0                      | 000,0                            | 384                     | St. Kilian               | 411686-8  |
| Vesser      | → | L   | Breitenbach | 10,5       | 26,6             | >010,0                      | 000,0                            | 424                     | Breitenbach              | 4116868-4 |
| Nahe        | → | R   | Schleuse    | 21,5       | 31,4             | =123,0                      | 124,9                            | 363                     | Schleusingen             | 4116-8    |
| Trenkbach   |   | R   | Schleuse    | 03,5       | 33,6             | <010,0                      | 000,0                            | 550                     | knapp oberh. Talsp. Sch. | 4116-112  |
| Schleuse    | → | L   | Werra       | 34,2       | 34,2             | =282,9                      | 273.0                            | 333                     | Kloster Veßra            | 41-16     |
| Gabel       |   | L   | Schleuse    | 03,9       | 33,0             | <010,0                      | 000,0                            | 542                     | Talsperre Schönbrunn     | 4116-12   |
| Tanne       |   | L   | Schleuse    | 06,8       | 33,1             | >010,0                      | 000,0                            | 542                     | Talsperre Schönbrunn     | 4116-152  |
| Neubrunn    | → | L   | Schleuse    | 06,2       | 29,7             | <016,1                      | 034,6                            | 453                     | Schleusegrund-Schönbrunn | 4116-2    |
| Biber       | → | L   | Schleuse    | 11,9       | 31,8             | <026,4                      | 060,3                            | 415                     | Schleusegrund-Engenau    | 4116-4    |
| Wiedersbach | → | L   | Schleuse    | 04,1       | 19,0             | <014,9                      | 101,0                            | 390                     | Talsperre Ratscher       | 4116-6    |

Das Einzugsgebiet von Trenkbach und Gabel beträgt weniger als 10 km², alle anderen aufgeführten Bäche liegen darüber.

### Hauptflussfrage
Im Gewässersystem der Schleuse ist oft der Zufluss nicht weniger bedeutend als der Oberlauf bis zu diesem. Die konsequente Gliederung des Gewässersystems nach  hydrologischem Kriterium weicht deshalb von der Strangzerlegung nach traditioneller Namensgebung erheblich ab. Alle im Folgenden genannten Abflussvolumina meinen den mittleren Abfluss (MQ):
- Beim Zusammenfließen mit der Werra entwässert die Schleuse ein etwas größeres Einzugsgebiet als die Werra bis dorthin.
- Noch mehr dominiert dort die Schleuse gemessen am Abfluss:
 Während die Werra am Pegel Ebenhards (220,8 km² Einzugsgebiet) im Mittel nur 2,51 m³/s[10] Wasser führt – was, nach Fläche hochgerechnet auf das Einzugsgebiet bis zur Schleuse-Mündung, 3,1 m³/s ergäbe, real sind es sicher weniger – führt die Schleuse am Pegel Rappelsdorf (9 km oberhalb der Mündung, 256 km²) bereits 4,46 m³/s.[11]
  - Rund die Hälfte dieser Wassermenge trägt wiederum die Nahe bei, die am Pegel Schleusingen (114 km², 1 km oberhalb der Mündung) 2,20 m³/s führt[12][13] und auch im Einzugsgebiet mit der Schleuse oberhalb der eigenen Zumündung gleichzieht.
    - Die Nahe verdoppelt zuvor durch die Mündung der Erle in etwa ihre Wasserführung.
      - Die Erle verdoppelt weiter oberhalb durch die Mündung des Breitenbachs ihre Wasserführung.
        - Auf dem Breitenbachszweig sind der Breitenbach-Oberlauf bis zum Zufluss Vesser und die Vesser etwa gleich große Bäche.

### Landschaftsgliederung
Die Täler der Schleuse-Zuflüsse gliedern Thüringer Wald und Schiefergebirge wie folgt in nachstehende Rücken (von Nordwest nach Südost):
- Erletal
  - Adlersberg-Massiv (bis 892 m, hufeisenförmig mit Breitenbachtal im Inneren)
- Vessertal
  - Hohe Buche-Rücken (bis 749 m)
- Nahetal
  - Staudenkopf-Rücken (bis 784 m, mit Frauenwald)
- (Oberes) Schleusetal
  - Talsperre Schönbrunn und Schmalegrundskopf-Rücken (bis 765 m)
- Tanne
  - Schwefelkopf-Rücken (bis 774 m)
- Neubrunntal und (Mittleres) Schleusetal
  - Simmersberg-Rücken (bis 781 m)
- Bibertal

Die Grenze zwischen Thüringer Wald und Thüringer Schiefergebirge verläuft in etwa über das (bereits zum Schiefergebirge gezählte) Mittlere Schleusetal, flussaufwärts um das Neubrunntal verlängert.